# Atlético de Veracruz
Atlético de Veracruz ist ein ehemaliger mexikanischer Fußballverein aus der Hafenstadt Veracruz, die sich im gleichnamigen Bundesstaat befindet. 

## Geschichte
Als der CD Veracruz, der zwischen 1946 und 1950 zweimal die mexikanische Fußballmeisterschaft und einmal den Pokalwettbewerb gewonnen hatte, 1952 in die zweite Liga abgestiegen war, gründete Gustavo Fricke, ein ehemaliger Torwart der Tiburones Rojos, den Club Atlético de Veracruz. 
Der Verein erhielt bereits für die Saison 1952/53 die Lizenz zur Teilnahme an der Segunda División, so dass in jener Spielzeit beide Kontrahenten aus Veracruz in der zweiten mexikanischen Fußballliga vertreten waren. Der CD Veracruz beendete die Saison zwar vor Atlético, doch reichte die Vizemeisterschaft nicht aus, um den angestrebten Wiederaufstieg zu erreichen, den man dem Meister Deportivo Toluca überlassen musste, der gleichzeitig Atlético durch die Verpflichtung von Carlos Carús, dem Torschützenkönig der vergangenen Saison, schwächte. Weil die Tiburones Rojos durch den verpassten Wiederaufstieg auf einem wahren Schuldenberg saßen, wurde ihnen die Lizenz für die kommende Spielzeit verweigert, so dass zu Beginn der Saison 1953/54 nur der neu gegründete Club Atlético die Fahne der Hafenstadt in der zweiten Liga hochhielt. 
Obwohl Atlético in jener Saison über einige namhafte Spieler – wie Adolfo Riande, José Pérez und José Ramis – verfügte, dauerte es bis zum 4. Oktober 1953, ehe man beim 1:1 gegen Atlético Morelia den ersten Punkt einfahren konnte. Doch von da an ging es nicht nur sportlich rasant bergab. Am 11. Oktober bestritt man ein Auswärtsspiel beim früheren Erstligisten San Sebastián de León, das mit 1:6 verloren wurde. Doch die Niederlage selbst mutierte aufgrund der nachfolgenden Ereignisse zur unwichtigen Nebensache. Das erste Unglück ereignete sich bereits auf der Heimfahrt, als der Mannschaftsbus in einen Unfall verwickelt wurde, bei dem sich ein Großteil der Spieler Verletzungen zuzog. Als hätte dieses Unheil den Verein nicht bereits genug geschädigt, brannte in der darauffolgenden Woche auch noch die Tribüne des Parque Deportivo Veracruzano, seiner Heimspielstätte, ab. 
Derart gebeutelt, sah Atlético sich gezwungen, die Liga um eine vorübergehende Aussetzung des Spielbetriebes auf unbestimmte Zeit zu ersuchen. Dem Antrag wurde bei gleichzeitiger Aufrechterhaltung der Lizenz stattgegeben, so dass dem Verein der zukünftige Rückweg in die Liga nicht verbaut war wie dem CD Veracruz, und seine Ergebnisse blieben in der Abschlusstabelle der Saison 1953/54 unberücksichtigt.
Dank des unermüdlichen Einsatzes des Vereinsgründers und Präsidenten Gustavo Fricke lieferten die Strukturen und Lizenz von Atlético später die Basis zur Rückkehr der neuen Tiburones Rojos in die zweite Liga, wo sie in der Saison 1961/62 erneut antreten durften. 

## Gleichnamiger Verein
Im Jahr 2013 wurde ein neuer Verein mit der Bezeichnung Club de Fútbol Atlético Veracruz gegründet, der seit der Saison 2013/14 als Farmteam des CD Veracruz an der Liga Premier de Ascenso der drittklassigen Segunda División teilnimmt.